# Cúp Thiên Hoàng 1921
Thống kê về Cúp Thiên Hoàng mùa giải 1921.

## Tổng quan
Có tổng cộng 4 đội tham dự, Tokyo Shukyu-dan dành chức vô địch. Các đội vô địch bao gồm sinh viên tốt nghiệp từ Cao đẳng Sư phạm Toshima, Cao đẳng Sư phạm Aoyama và Cao đẳng Sư phạm Tokyo.

## Kết quả

### Bán kết
- Nagoya Shukyu-dan 0-4 Mikage Shukyu-dan
- Yamaguchi High School (bỏ cuộc) - Tokyo Shukyu-dan

### Chung kết
- Mikage Shukyu-dan 0-1 Tokyo Shukyu-dan

Tokyo Shukyu-dan vô địch.